# 国会議員

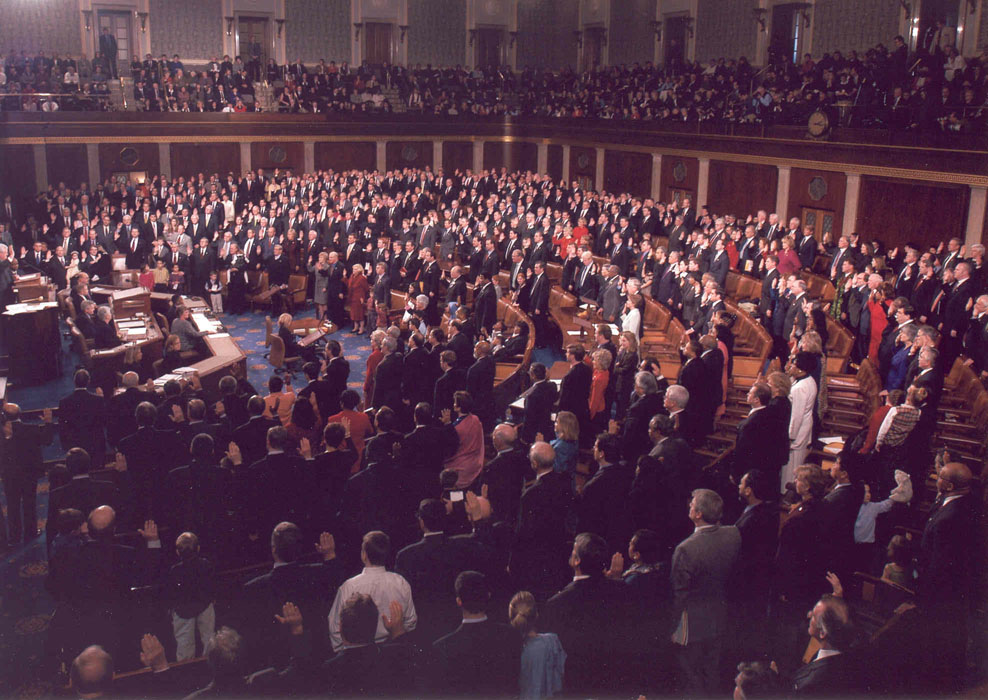
議会に集まった国会議員

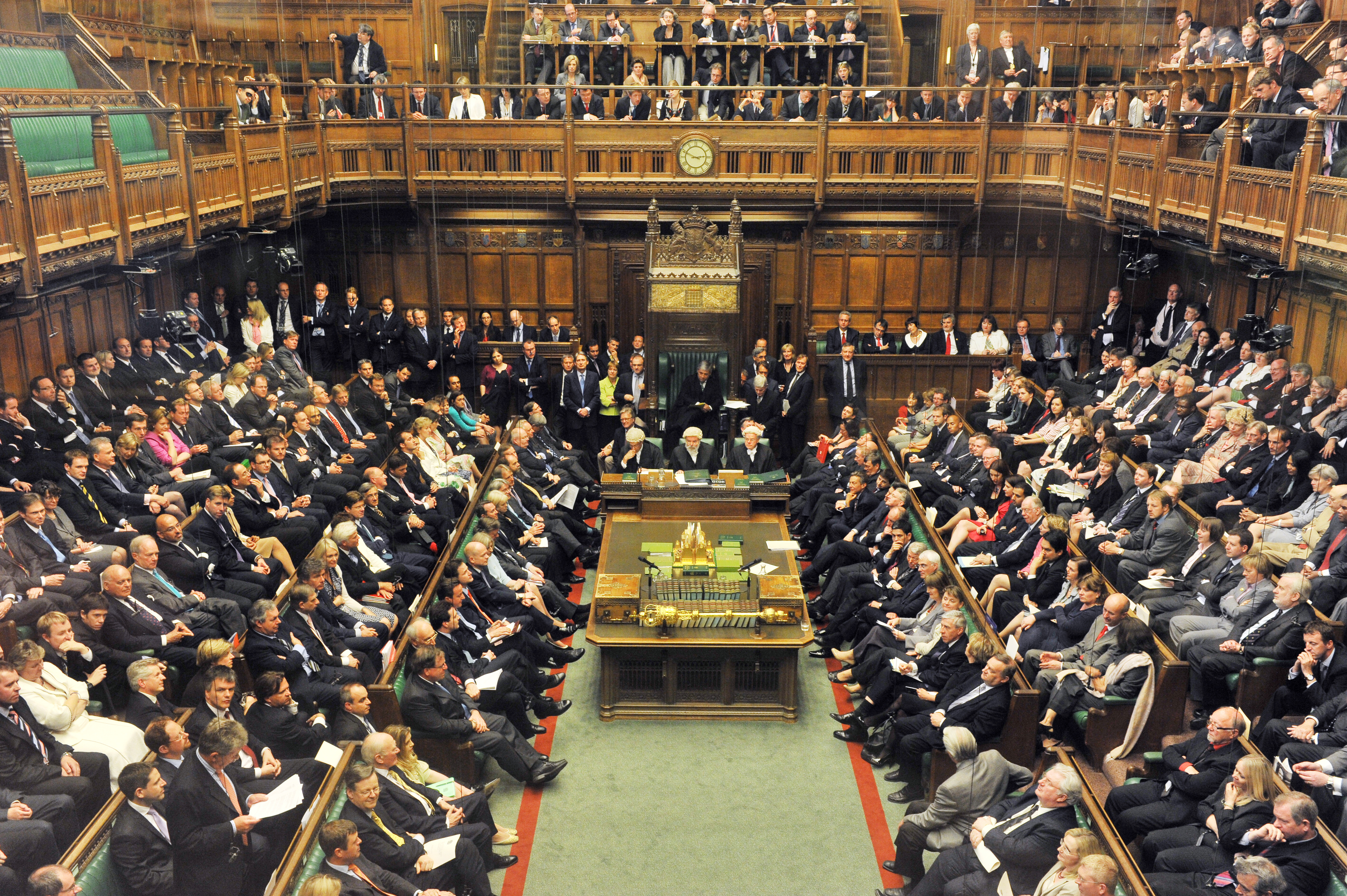
イギリス下院の会員は討論中に再会した。

国会議員（こっかいぎいん、英語: member of parliament）は、国家の最高議決機関（立法府）の一般的な呼称である「国会（こっかい、英語: parliament）」を構成する議員。
投票した有権者によって選出された代表者である例が多いが、必ずしも、そうでない例もある。
両院制の場合、上院議員と下院議員とに呼び分けられる例が多い。
ほとんどの国会議員は、何らかの政党に所属する。

## アイルランド
議員はチャクタラ・ドーラ（Teachta Dála; TD）と呼ばれる。国民議会はウラクタス（Oireachtas）と呼ばれる。
ドイル・エアラン議院
国民議会下院。任期5年。定数158名。単記移譲式投票による比例代表制をとる。
選挙権は、18歳以上のアイルランド国民およびイギリス国民。被選挙権は、21歳以上。
シャナズ・エアラン議院
国民議会上院。任期5年。定数60名。内訳は、11名が首相による指名、6名が大学出身者、43名がドイル・エアランの議員から選出される。

## アメリカ合衆国
代議院
下院。任期2年。定数435名。単純小選挙区制。
議席は各州の人口によって配分される。

元老院
上院。任期6年。定数100名。
議席は全米にある50の州から各州2人ずつ選出される。

## イギリス
英国議会は二院制であり、下院に相当する庶民院と上院に相当する貴族院が置かれているが、公選制を採っているのは庶民院のみであり、通常「国会議員」（Members of Parliament、略称: MP）といえば、庶民院議員を指す。その任期は5年、定数は650名で、単純小選挙区制 (First-past-the-post system) で選出される。選挙権及び被選挙権の条件は同一で、18歳以上のイギリス国民と、イギリスに在住する英連邦国民及びアイルランド国民に与えられている。
国会議員 (MPs) は、各小選挙区を代表して総選挙及び補欠選挙で選出され、議会が解散されるまで議員でいられる。議会の解散は、およそ5年ごとに行われることが議会任期固定法に規定されている。
国会議員に立候補するには、18歳以上のイギリス国民またはアイルランド国民または英連邦国民でなければならず、かつ公務員や公職者であってはならない。選挙は2006年選挙管理法に則って行われる。
貴族院もまた、英国議会を構成する議院であるが、その議員は、「国会議員」 (MPs) ではなく、「貴族」 (peers) または（より畏まって）「上院議員」 (Lords of Parliament) と呼ばれる。世俗貴族 (Lords Temporal) は終身、聖職貴族 (Lords Spiritual) は聖職者の地位を占めている間、議員の任期が続く。最近の貴族院改革の結果、世襲貴族は貴族院の議席を自動的に後継者に譲ることはできなくなった。貴族院法の制定を受けて、世襲貴族の議席は92名を残して失われた。

## インド
ローク・サバー議員
下院。任期5年だが解散がある。定数545名で、その内、2名がイギリス系インド人の中から大統領によって指名され、残りが小選挙区制。
選挙権は、18歳以上のインド公民。被選挙権は、同25歳以上。
ラージヤ・サバー議員
上院。任期6年で解散なし、2年ごとに改選される。定数250名で、その内、12名が各分野の専門家を大統領が指名し、残りが単記移譲式投票で選出される。
選挙権は、州議会議員にのみ与えられる。被選挙権は、30歳以上のインド公民。

## オーストラリア
オーストラリア連邦議会では、元老院議員と代議院議員とが存在するが、通常「国会議員」と言えば代議院議員を指す。代議院議員は、150名の定員が小選挙区から各1名選出される。

## カナダ
両院制。元老院は定数105。庶民院は定数338。庶民院は単純小選挙区制。元老院は総督による任命。

## ケニア
一院制。定数224名。その内、210名が小選挙区制、12名が議長による指名を受ける。

## ドイツ
ドイツ連邦議会と連邦参議院の二院制だが、参議院は州首相が議員を務めると定められており、一般に「国会」といえば連邦議会を指す。定数630。

## 日本
日本の国会は「全国民を代表する選挙された議員」である国会議員で構成されている。
衆議院と参議院から構成される二院制をとっており、衆議院と参議院では被選挙権や任期などが異なる。両議院の独立を確保するため、衆議院議員と参議院議員とを兼ねることができない。
- 衆議院議員
  - 定数は465。
  - 任期は4年だが、衆議院が解散された場合には期間満了前に終了する[5]。
  - 任期は総選挙の期日から起算するが、任期満了による総選挙が実際の任期満了の日より前に行われた場合は前任者の任期満了の日の翌日から起算する[6]。
  - 被選挙権は25歳以上の日本国民に与えられる（投票日に左記年齢に達していればいいため、立候補時点では24歳でも立候補可能である[7]）。
- 参議院議員
  - 定数は248。
  - 任期は6年で、3年ごとに半数を改選する（直前の選挙で対象にならなかった議員が次の選挙で対象になる）[8]。解散はない。
  - 任期は前の通常選挙で選ばれた議員の任期満了の日の翌日から起算するが、通常選挙が前任者の任期満了の日の翌日より後に行われた場合は通常選挙の期日から起算する[9][注 2]。
  - 被選挙権は30歳以上の日本国民に与えられる（投票日に左記年齢に達していればいいため、立候補時点では29歳でも立候補可能である[7]）。
- 衆参両院議員共通
  - 選挙権は18歳以上の日本国民に与えられる[10]。
    - 2015年6月に改正公職選挙法が成立し選挙権年齢は20歳以上から18歳以上に引き下げられて18歳選挙権が認められるようになり[11]、2016年の参議院議員選挙より実施された。

なお、政治家は議会では男性も女性も君付けで呼ぶことが定着しているが、これは吉田松陰の影響である。吉田松陰は常に自分のことを「僕」という謙称で呼び、松下村塾の弟子たちを「君」という敬称で呼び敬い、身分や出自によらず互いに尊重し議論する関係を築いた。この精神は弟子の伊藤博文（初代内閣総理大臣）や山県有朋（第3・9代内閣総理大臣）に受け継がれ、参議院要覧に「議員は、議場または委員会議室においては互いに敬称として『君』を用いる。」と定められている。

## バングラデシュ
Jatiya Sangsadと呼ばれる国会は、一院制の議会。任期5年、定数345名。その内、45名が女性議員と定められている。

## マルタ
代議院のみの一院制。定数69名で任期5年。

## マレーシア
代議院議員
下院。任期5年だが解散有り。定数222名。小選挙区制をとる。
被選挙権は、21歳以上。
元老院議員
上院。任期3年で定数70名。その内、44名を国王が指名し、残り26名を州議会が選出。